# Jamie Ford

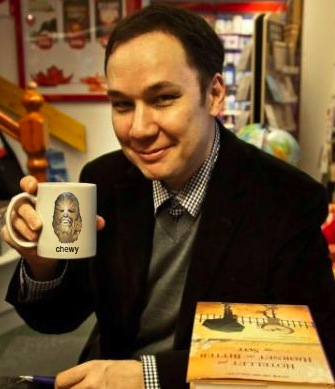
Jamie Ford

Jamie Ford, född 9 juli 1968 i Eureka, Kalifornien, är en amerikansk författare, vars debutroman Hotel on the Corner of Bitter and Sweet har vunnit en rad utnämningar och översatts till fler än 20 språk. Han har också givit ut en rad prisbelönta noveller.

## Böcker utgivna på svenska
- Hotellet i hörnet av bitter och ljuv (2010)
- Dröm en liten dröm (2015)